# Еуродом Осијек
Еуродом је пословни, трговачки и културни центар у Осијеку.
Име је добио по компанији Еуродом, која је основана 2002.
Цео комплекс са површином од 85000 м2 састоји се од три зграде, две су пословне куле и трећа је тржни центар и културни центар.

## Пословни торањ
Пословни торањ се састоји од две куле, које се у народу називају Осјечки близанци. Има дванаест спратова и висина износи 61 метар.